# Clavariadelphus
Clavariadelphus è un genere di funghi della famiglia delle Gomphaceae.

## Specie
- Clavariadelphus americanus (Corner) Methven (1989)
- Clavariadelphus caespitosus Methven (1989)
- Clavariadelphus cokeri V.L. Wells & Kempton (1968)
- Clavariadelphus fasciculatus Methven & Guzmán (1989)
- Clavariadelphus flavidus Methven (1989)
- Clavariadelphus flavoimmaturus R.H. Petersen (1974)
- Clavariadelphus helveticus Rahm & Schild (1974)
- Clavariadelphus himalayensis Methven (1989)
- Clavariadelphus lignicola R.H. Petersen (1974)
- Clavariadelphus ligula (Schaeff.) Donk (1933)
- Clavariadelphus lovejoyae V.L. Wells & Kempton (1968)
- Clavariadelphus mirus (Pat.) Corner (1950)
- Clavariadelphus mucronatus V.L. Wells & Kempton (1968)
- Clavariadelphus occidentalis Methven (1989)
- Clavariadelphus pallidoincarnatus Methven (1989)
- Clavariadelphus pistillaris (L.) Donk (1933)
- Clavariadelphus pseudocontortus Bon & Cheype (1987)
- Clavariadelphus sachalinensis (S. Imai) Corner (1950)
- Clavariadelphus subfastigiatus V.L. Wells & Kempton (1968)
- Clavariadelphus truncatus (Quél.) Donk (1933)
- Clavariadelphus unicolor (Berk. & Ravenel) Corner (1950)
- Clavariadelphus xanthocephalus Rahm & Schild (1977)
- Clavariadelphus yunnanensis Methven (1989)